# Nikotinabusus
Nikotinabusus (von lat. Abusus, Missbrauch) ist bzw. war im medizinischen Sprachgebrauch die Bezeichnung für einen schädlichen Konsum von Tabakprodukten bzw. dem darin enthaltenen Nikotin. Wiederholter bzw. andauernder Konsum kann zur Abhängigkeit führen.
Hier wie in anderen Verwendungen der Begriffe „Gebrauch“ und „Missbrauch“ wird eine Billigung bzw. Missbilligung bezüglich der Verwendung einer Droge zum Ausdruck gebracht, indem eine Person oder Gruppe irgendeine Droge auf irgendeine Weise und zu irgendeinem Zweck gebraucht, und dies eine andere Person oder Gruppe als „gut“ oder „schlecht“ für den Gebraucher selbst und/oder die Gesellschaft bewertet.
Bezüglich dieser Bewertung kann allerdings keine breite Übereinstimmung gefunden werden, so dass der Begriff „Missbrauch“ von der WHO im ICD-10 zugunsten des Begriffs „schädlicher Gebrauch“ verlassen wurde.
Es besteht eine Dreiwegs-Komorbidität zwischen Depression (sowie Angststörungen) und dem gesteigerten (schädlichen) Konsum von Alkohol und Nikotin, wobei Raucher mit einer Depression höheren Schweregrades in der Vorgeschichte schneller nikotinabhängig werden.